# Tetsworth
Tetsworth – wieś w Anglii, w hrabstwie Oxfordshire, w dystrykcie South Oxfordshire. Leży 18 km na wschód od Oksfordu i 65 km na zachód od Londynu. W 2001 miejscowość liczyła 709 mieszkańców.